# Кобилиця (притока Пруту)
Кобилиця (пол. Kobylnica, рос. Кобылица) — річка в Україні, у Коломийському й Надвірнянському районах Івано-Франківської області, права притока Пруту (басейн Дунаю).

## Опис
Довжина річки приблизно 9,65 км, найкоротша відстань між витоком і гирлом — 6,58  км, коефіцієнт звивистості річки — 1,47 . Формується багатьма безіменними струмками.

## Розташування
Бере початок на північно-західних схилах гори Варатик. Тече переважно на північний захід і на північно-західній околиці Лапчин впадає у річку Прут, ліву притоку Дунаю.

## Цікавинка
Неподалік від витоку річки на північно-східній стороні розташований Марківський водоспад біля села Марківка.